# Walton, Cumbria
Walton är en by och en civil parish i Cumbria, England. Orten har 278 invånare (2001). Den har en kyrka.